# Dunlop Phoenix
De Dunlop Phoenix  (ダンロップフェニックストーナメント, Danroppu fenikkusu tōnamento)  is een jaarlijks golftoernooi van de Japan Golf Tour. 
De eerste editie was in 1973. Het toernooi wordt altijd in de maand november gespeeld op de Phoenix Country Club, dat tegenwoordig deel uitmaakt van de Phoenix Seagaia Resort. De par was 72 tot 1994, 71 van 1995-2003, 70 van 2004-2007 en weer 71 sinds 2008.

## Winnaars
| Jaar | Winnaar               | Score | Score | Info                                                                      |
| ---- | --------------------- | ----- | ----- | ------------------------------------------------------------------------- |
| 1973 | Yasuhiro Miyamoto     | 288   | par   |                                                                           |
| 1974 | Johnny Miller         | 274   | -14   |                                                                           |
| 1975 | Hubert Green          | 272   | -16   |                                                                           |
| 1976 | Graham Marsh          | 272   | -17   | incl. baanrecord van 65                                                   |
| 1977 | Severiano Ballesteros | 282   | -6    |                                                                           |
| 1978 | Andy Bean             | 275   | -13   |                                                                           |
| 1979 | Bobby Watkins         | 284   | -4    |                                                                           |
| 1980 | Tom Watson            | 282   | -6    |                                                                           |
| 1981 | Severiano Ballesteros | 279   | -9    |                                                                           |
| 1982 | Calvin Peete          | 281   | -7    |                                                                           |
| 1983 | Tze-Ming Chen         | 286   | -2    | hij won de play-off van Tom Watson                                        |
| 1984 | Scott Simpson         | 282   | -6    | hij won de play-off van Bernhard Langer                                   |
| 1985 | Tommy Nakajima        | 275   | -13   |                                                                           |
| 1986 | Bobby Wadkins         | 277   | -11   |                                                                           |
| 1987 | Craig Stadler         | 277   | -11   |                                                                           |
| 1988 | Ken Green             | 273   | -15   | tijdens 3de ronde het baanrecord verlaagd tot 64                          |
| 1989 | Larry Mize            | 272   | -16   |                                                                           |
| 1990 | Larry Mize            | 274   | -14   |                                                                           |
| 1991 | Larry Nelson          | 276   | -12   | hij won de play-off van Isao Oaki, Severiano Ballesteros en Jay Don Blake |
| 1992 | David Frost           | 277   | -11   | hij won de play-off van Taichi Tashima                                    |
| 1993 | Ernie Els             | 271   | -17   |                                                                           |
| 1994 | Masashi Ozaki         | 201   | -15   |                                                                           |
| 1995 | Masashi Ozaki         | 273   | -11   |                                                                           |
| 1996 | Masashi Ozaki         | 277   | -7    |                                                                           |
| 1997 | Tom Watson            | 275   | -9    |                                                                           |
| 1998 | Lee Westwood          | 271   | -13   |                                                                           |
| 1999 | Thomas Bjørn          | 270   | -14   | hij won de play-off van Sergio García                                     |
| 2000 | Shingo Katayama       | 265   | -19   |                                                                           |
| 2001 | David Duval           | 269   | -15   | hij won de play-off van Taichi Teshima                                    |
| 2002 | Kaname Yokoo          | 269   | -15   |                                                                           |
| 2003 | Thomas Bjørn          | 272   | -12   |                                                                           |
| 2004 | Tiger Woods           | 264   | -16   |                                                                           |
| 2005 | Tiger Woods           | 272   | -8    | hij won de play-off van Kaname Yokoo                                      |
| 2006 | Pádraig Harrington    | 271   | -9    | hij won de play-off van titelverdediger Tiger Woods                       |
| 2007 | Ian Poulter           | 269   | -11   |                                                                           |
| 2008 | Prayad Marksaeng      | 276   | -8    |                                                                           |
| 2009 | Edoardo Molinari      | 271   | -13   | hij won de play-off van Robert Karlsson, Volledige uitslag                |
| 2010 | Yuta Ikeda            | 269   | -15   | Volledige uitslag                                                         |
| 2011 | Toshinori Muto        | 201   | -12   | incl een laatste ronde van 63, Volledige uitslag                          |
| 2012 | Luke Donald           | 268   | -16   | Volledige uitslag                                                         |
| 2013 | Luke Donald           | 270   | -14   | Volledige uitslag                                                         |
| 2014 | Hideki Matsuyama      | 269   | -15   | hij won de play-off van Hiroshi Iwata, Volledige uitslag                  |
| 2015 | Yusaku Miyazato       | 270   | -14   |                                                                           |